# Kerstin Ramcke
 Kerstin Ramcke (* 1963) ist eine deutsche Filmproduzentin. Sie leitet seit 2011 die Nordfilm GmbH und die Nordfilm Kiel GmbH.

## Leben
Kerstin Ramcke studierte Germanistik, Amerikanistik und Theaterwissenschaften, arbeitete dann als Dramaturgin am Ernst-Deutsch-Theater. Seit 1993 bei Studio Hamburg, produzierte sie u. a. über 60 Tatort-Filme für den NDR.

## Filmografie (Auswahl)
- seit 1995: Tatort
  - 2015: Borowski und der Himmel über Kiel (Tatort Kiel)
  - 2018: Borowski und das Land zwischen den Meeren (Tatort Kiel)
  - 2018: Borowski und das Haus der Geister (Tatort Kiel)
  - 2020: Borowski und der Fluch der weißen Möwe (Tatort  Kiel)
  - 2021: Borowski und der gute Mensch (Tatort  Kiel)
  - 2021: Borowski und das unschuldige Kind von Wacken (Tatort  Kiel)
- 2005: 4 gegen Z
- 2006: Das Geheimnis meines Vaters
- 2006: Zwei Engel für Amor (Fernsehserie)
- 2008: Die Pfefferkörner (Fernsehserie)
- 2011–2014: Der Tatortreiniger (Fernsehserie)
- 2013: Nachtzug nach Lissabon (Night Train to Lisbon)
- 2017: Ich werde nicht schweigen
- 2023: Die Flut – Tod am Deich (Fernsehfilm)